# Exophiala exophialae
Exophiala exophialae är en svampart som först beskrevs av de Hoog, och fick sitt nu gällande namn av de Hoog 2003. Exophiala exophialae ingår i släktet Exophiala och familjen Herpotrichiellaceae.   Inga underarter finns listade i Catalogue of Life.